# シャッラの聖母
『シャッラの聖母』（シャッラのせいぼ、伊: La Madonna Sciarra, 英: The Sciarra Madonna）として知られる『聖母子』（せいぼし、伊: Madonna col Bambino, 英: Madonna and Child）は、ルネサンス期のヴェネツィア派の巨匠ティツィアーノ・ヴェチェッリオが1540年ごろに制作した絵画である。油彩。聖母子を主題としており、現存するティツィアーノの作品の中で最も小さい。『シャッラの聖母』という通称はローマのシャッラ＝コロンナ・コレクション（Sciarra-Colonna collection）が所有する作品であったことに由来している。現在はティッセン＝ボルネミッサ美術館からの寄託により、バルセロナのカタルーニャ国立美術館に所蔵されている。

## 作品
聖母マリアは緑のカーテンで覆われた室内で幼児のイエス・キリストを抱いて座っている。幼児キリストを抱きしめる彼女の仕草は愛情にあふれており、穏やかな視線を鑑賞者に向けている。聖母マリアは赤いチュニックを着ており、彼女が座っている椅子は聖母の青いマントで覆われている。ティツィアーノの描写はシンプルかつ素朴であるが、特に配色の点で印象的である。カーテンの濃い緑色は、椅子を覆うマントの青色と対照的であり、さらにこの緑と青は聖母のチュニックの赤と対照的である。座っている人のための足載せ台の側面にはティツィアーノの署名が記されている。聖母のポーズはバース侯爵家のロングリートのコレクションに所蔵されている『エジプトへの逃避途上の休息』（Riposo durante la fuga in Egitto）、幼児キリストのポーズはアルテ・ピナコテーク所蔵の『夕景の中の聖母子』（Madonna col Bambino in un paesaggio serale）との関連性を示唆している。

### 帰属
19世紀に美術評論家ジョヴァンニ・バティスタ・カヴァルカゼルと美術史家ジョゼフ・アーチャー・クロウは本作品をローマで見ており、1877年にティツィアーノに帰属したが、多くの研究者によって拒否された。この帰属は1956年に絵画が売却された際にウィリアム・ズイダによって再び唱えられ、ロベルト・ロンギ、フィリップ・ヘンディ、1969年にはロドルフォ・パッルッキーニがこの帰属を受け入れている。その一方、バーナード・ベレンソンは1957年のティツィアーノの作品リストに本作品を含めておらず、フィリッポ・ペドロッコ（Filipo Pedrocco）は2001年のティツィアーノの全集から本作品を省略している。フリッツ・ハイネマン（Fritz Heinemann）は1980年、本作品の作風がかなり素朴であることからティツィアーノの息子オラツィオ・ヴェチェッリオの作品であると考えた。
制作年代については、ウィリアム・ズイダは1520年から1530年ごろ、フィリップ・ヘンディは1540年ごろと考えた。ハロルド・エドウィン・ウェゼイはこれらよりもずっと早い1515年ごろとしている。

## 来歴
本作品は19世紀にローマのシャッラ＝コロンナ・コレクションによって所有されていたことが知られている。1874年にこれを購入したのは第7代カウパー伯爵フランシス・クーパーであった。購入された絵画はカウパー伯爵家が所有するハートフォードシャー州のカントリーハウス、パンシャンジャーのコレクションに加わった。絵画はカウパー・コレクションが売却されるまでの間に、1881年のロイヤル・アカデミー冬季展示会（Royal Academy Summer Exhibition）と、1894年から1895年にかけて開催されたヴェネツィア絵画の展覧会で展示された。その後、カウパー・コレクションは1953年10月16日にクリスティーズで競売にかけられた。その結果、本作品はロンドンの美術商アグニューズに購入され、さらに1956年にティッセン＝ボルネミッサ美術館を創設したハンス・ハインリヒ・ティッセン＝ボルネミッサ男爵に売却された。2004年にバルセロナのカタルーニャ国立美術館に貸与された。

## 影響
ルネサンス期の木版画家ニッコロ・ボルドリーニは、本作品の構図に基づいて木版画『ヴィーナスとキューピッド』（Venere e Cupido）を制作している。

## ギャラリー
関連作品

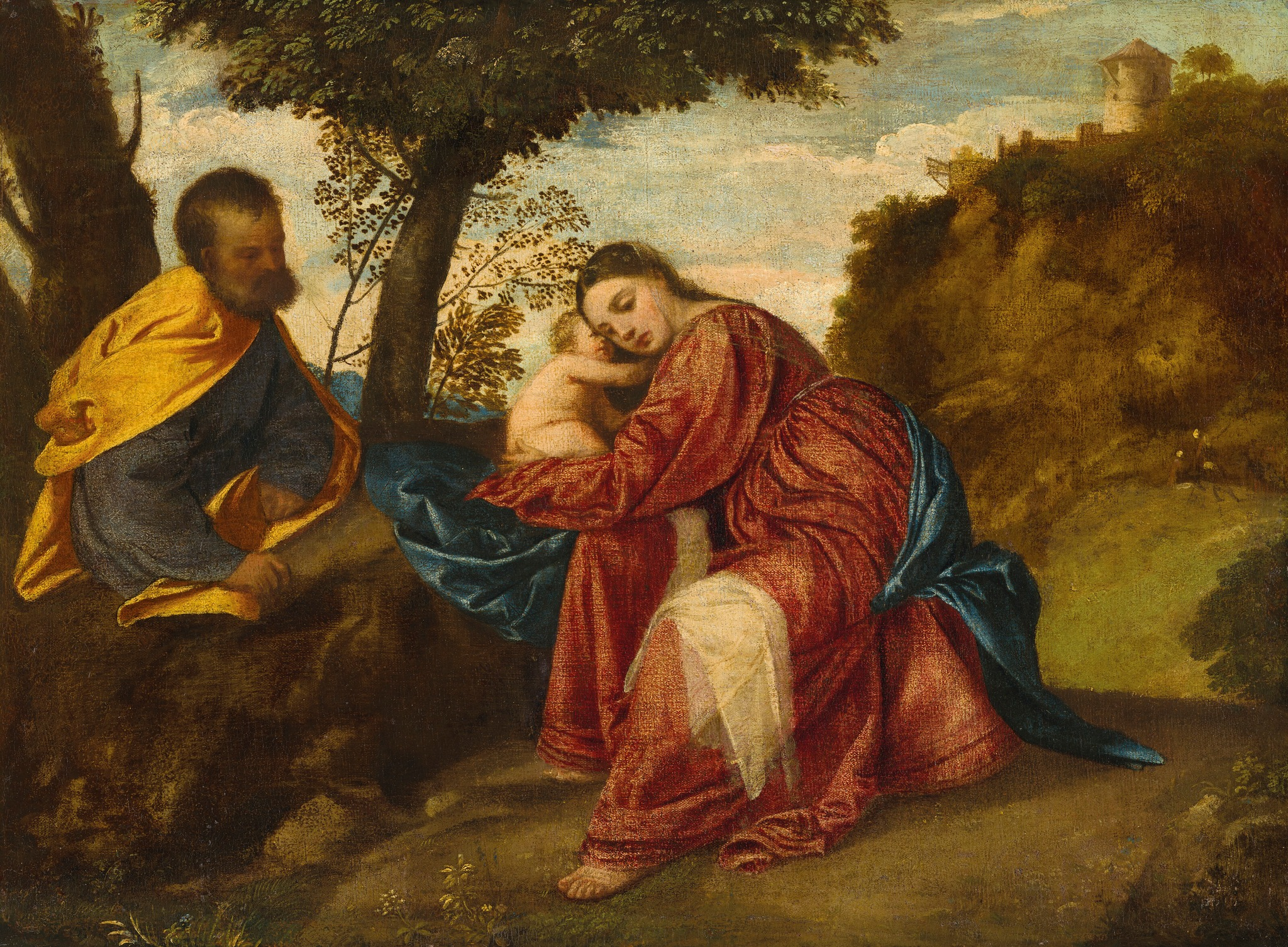
『エジプトへの逃避途上の休息』1512年ごろ 個人蔵
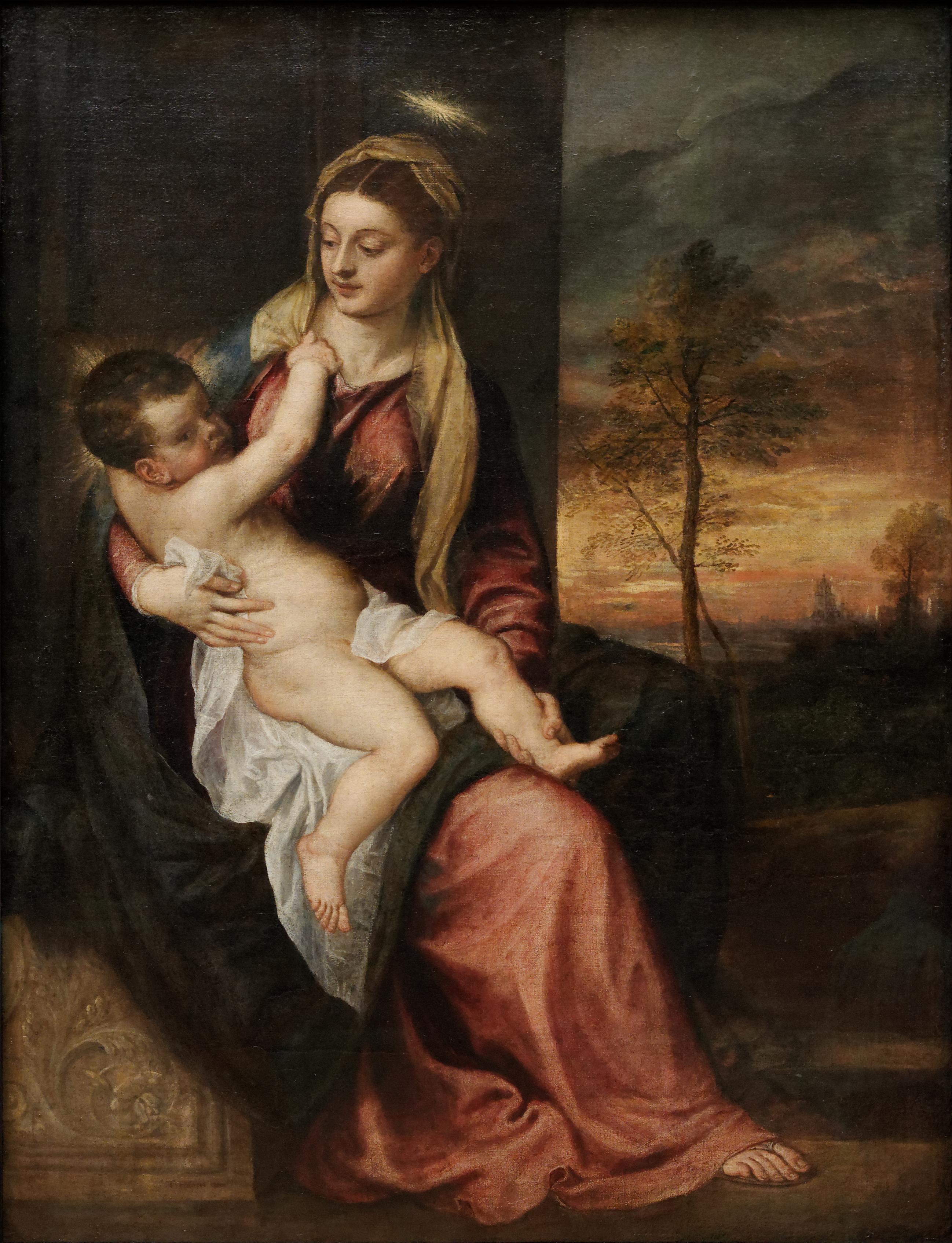
『夕景の中の聖母子』1560年ごろ アルテ・ピナコテーク所蔵
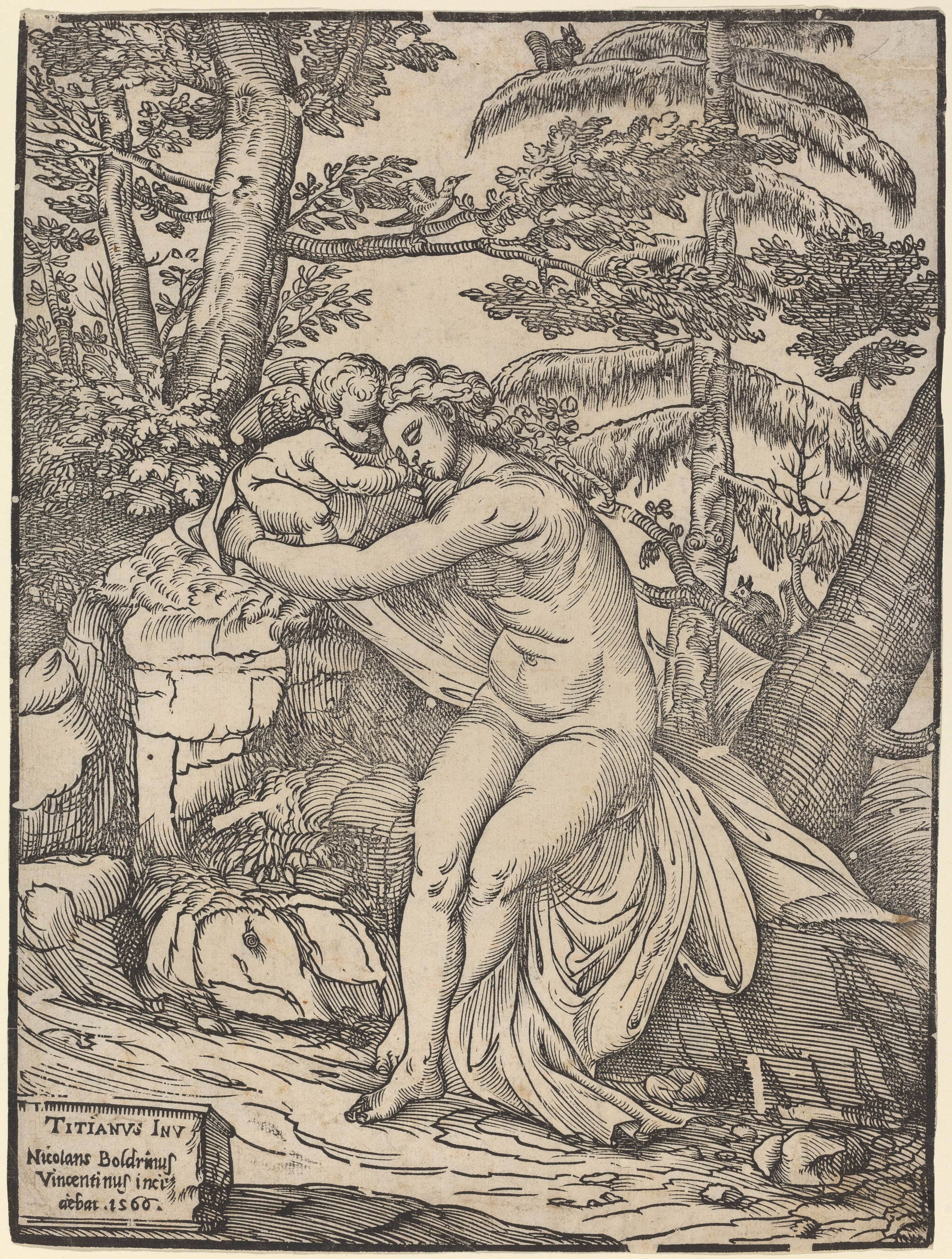
ニッコロ・ボルドリーニ（英語版）『ヴィーナスとキューピッド』1566年